# Molinadendron
Molinadendron és un gènere de plantes amb tres espècies dins la família Hamamelidaceae. Són plantes natives de l'oest de Mèxic.

## Descripció
Són arbres perennifolis. Fan fins a 6,2 m d'alt. Les fulles són ovals, còniques, de 7,6 a 15,2 cm de llargada.

## Taxonomia
El gènere va ser descrit per Peter Karl Endress i publicat a Botanische Jahrbücher für Systematik, Pflanzengeschichte und Pflanzengeographie 89(3): 355. 1969. L'espècie tipus és: Molinadendron guatemalense (Radlk. ex Harms) P.K. Endress
- Molinadendron guatemalense (Radlk. ex Harms) P.K. Endress
- Molinadendron sinaloense (Standl. & Gentry) P.K. Endress